# Julian Pajzs
Julian Adam Pajzs (* 13. März 1987 in Weilheim in Oberbayern) ist ein österreichischer Jazzmusiker (Gitarre) und  Filmkomponist.

## Leben und Wirken
Pajzs, dessen Eltern die Schauspieler Zoltan Paul und Adele Neuhauser sind, machte 2006 am Gymnasium Weilheim Abitur. Anschließend studierte er Jazzgitarre an der Kunstuniversität Graz bei Guido Jeszenszky (2011 Bachelor of Arts mit Auszeichnung) und an der Hochschule für Musik Franz Liszt Weimar bei Frank Möbus (2013 Master).
Zunächst arbeitete Pajzs in der Band Beinfreiheit mit Adrian Kleinlosen, Lukas Raumberger und Valentin Schuster. Von 2011 bis Anfang 2024 spielte er mit dem Bassklarinettisten Siegmar Brecher und dem Schlagzeuger Valentin Schuster im Trio Edi Nulz; mit diesem Trio veröffentlichte er zwischen 2012 und 2021 fünf Tonträger und tourte zudem ab 2014 in der Literatur-&-Musik-Produktion Die letzten ihrer Art mit Adele Neuhauser. Daneben arbeitet er mit Schuster im Progressive-Metal-Duo PeroPero. Er ist auch auf Alben von Michael Lagger, Skin Ban, Jani Šepetavec, Krachberg und Julia Maier zu hören. Für Zoltan Paul komponierte er mehrere Filmmusiken.

## Diskographische Hinweise
- Edi Nulz Ultrakarl (Sessionwork Records 2013)
- PeroPero Milk (Darling Berlin/Daredo Music 2015)
- Edi Nulz An der vulgären Kante (Unit Records 2016)
- Jan Frisch & Keine Übung Standbein Spielbein (Unit Records 2016, mit Hannes Hüfken, Oliver Steidle)
- PeroPero Lizards (Panta R&E 2017)
- Edi Nulz El Perro Grande (Boomslang Records 2018)

## Filmographie
- Unter Strom (2008, Regie: Zoltan Paul)
- Frauensee (2013, Regie: Zoltan Paul)
- Amok (2015, Regie: Zoltan Paul)
- Breakdown in Tokyo (2017, Regie: Zoltan Paul)